# Зимвракакис, Эммануил
Эммануи́л Зимврака́кис (греч. Εμμανουήλ Χ. Ζυμβρακάκης; 1861—1928) — греческий генерал, командовавший греческой армией в битве при Скра-ди-Леген.

## Биография
Эммануил Зимракакис происходил из известного рода с острова Крит. Его отец, Хараламбос Зимвракакис был известным военным и политиком.
Эммануил родился в городе Нафплион в 1861 году. Поступил в офицерское училище, которое закончил в звании лейтенанта артиллерии в 1881 году и продолжил своё военное образование в городе Орлеан, Франция.
В 1897 году участвовал в восстании на острове Крит, возглавив студенческую фалангу. В 1909 году участвовал в военном движении Гуди. Именно ему принадлежит идея приглашения из полуавтономного тогда Крита Элефтериоса Венизелоса, чтобы тот возглавил правительство Греции.
В дальнейшем Эммануил был адъютантом короля Георга I и командиром дивизии города Фессалоники.
Будучи большим другом Э. Венизелоса, участвовал во всех политических перипетиях 1917—1920 гг., возглавил движение Национальной обороны и Движение Салоник в 1916 году, командовал греческой армией в битве при Скра-ди-Леген.
Умер в Афинах в 1928 году.